# Ismael Betegón
Ismael Betegón (Arraiján, Panamá, 27 de mayo de 2001) es un futbolista panameño. Juega como defensa en la posición de lateral izquierdo y delantero. Actualmente milita en el San Francisco FC II de la Liga Prom.

## Trayectoria

### Inicios
Nacido en el distrito de Arraiján, Provincia de Panamá Oeste, desde su edad juvenil forma parte de las categorías inferiores del equipo San Francisco Fútbol Club, jugador frecuente de la categoría reservas, llamó a sus 18 años de edad la atención del técnico del equipo profesional Gonzalo Soto, el cual le dio un seguimiento minucioso y le hizo el llamado a entrenamiento con el primer equipo.

### San Francisco F. C. II
Desde el 2017 formó parte de las inferiores del San Francisco Fútbol Club, convirtiéndose en figura de a poco dentro del equipo y titular indiscutible en el lateral izquierdo en el Torneo Reservas LPF. Luego desde la temporada 2021 pasó a formar parte del equipo filial, pasando así a disputar los partidos de la Liga Prom, con el proyecto de expansión de la liga. Intercalando partidos con el equipo profesional durante el Torneo Apertura 2021.

### San Francisco F. C.
Hizo su debut a los 18 años con el equipo profesional el 29 de febrero de 2020 contra el equipo del Sporting San Miguelito en el empate a cero goles en la jornada 6 del Torneo Apertura 2020, fue titular durante los siguientes dos partidos del torneo, luego de la lesión de su compañero Martín Gómez. Sin embargo el torneo fue suspendido debido a la pandemia de COVID-19.

## Clubes
| Club                | País   | Años        |
| ------------------- | ------ | ----------- |
| San Francisco FC II | Panamá | 2021 - Act. |

## Estadísticas
Actualizado al último partido disputado el 06 de mayo de 2022.
| Club                         | Div                 | Temporada           | Liga  | Liga  | Copa Nacional | Copa Nacional | Copa Internacional | Copa Internacional | Total | Total | Prom. · |
| Club                         | Div                 | Temporada           | Part. | Goles | Part.         | Goles         | Part.              | Goles              | Part. | Goles | Prom. · |
| ---------------------------- | ------------------- | ------------------- | ----- | ----- | ------------- | ------------- | ------------------ | ------------------ | ----- | ----- | ------- |
| San Francisco FC II · Panamá | 2.ª                 | 2021                | 10    | 0     | -             | -             | -                  | -                  | 10    | 0     | 0,00    |
| San Francisco FC II · Panamá | 2.ª                 | 2022                | 9     | 0     | -             | -             | -                  | -                  | 9     | 0     | 0,00    |
| San Francisco FC II · Panamá | Total               | Total               | 19    | 0     | 0             | 0             | 0                  | 0                  | 19    | 0     | 0,00    |
| San Francisco FC · Panamá    | 1.ª                 | 20                  | 6     | 0     | -             | -             | 0                  | 0                  | 6     | 0     | 0,00    |
| San Francisco FC · Panamá    | 1.ª                 | 2021                | 8     | 0     | -             | -             | -                  | -                  | 8     | 0     | 0,00    |
| San Francisco FC · Panamá    | 1.ª                 | 2022                | 0     | 0     | -             | -             | -                  | -                  | 0     | 0     | 0,00    |
| San Francisco FC · Panamá    | Total               | Total               | 14    | 0     | 0             | 0             | 0                  | 0                  | 14    | 0     | 0,00    |
| Total en su carrera          | Total en su carrera | Total en su carrera | 28    | 0     | 0             | 0             | 0                  | 0                  | 28    | 0     | 0,00    |